# 王锐 (棋手)
王锐（1978年4月18日—），河北人，中国国际象棋棋手。

## 生平
王锐于2009年获国际象棋特级大师称号，是中国第28位特级大师。他在中国国际象棋甲级联赛中代表河北队出战。
王锐的最高等级分是2000年创下的2526分。